# Carlos Jiménez Mabarak
Carlos Jiménez Mabarak (ur. 31 stycznia 1916 w Tacubie, zm. 21 czerwca 1994 w Cuautli w stanie Morelos) – meksykański kompozytor.

## Życiorys
W latach 1923–1927 studiował w Gwatemali u Jesúsa Morelosa. Od 1928 do 1933 roku kontynuował edukację w konserwatorium i Liceo de Aplicación w Santiago. W 1933 roku wyjechał do Brukseli, gdzie kształcił się w Institut Supérieur de Hautes études Musicales oraz na uniwersytecie. Wykładał w Conservatorio Nacional de Música w Meksyku (1942–1965) oraz w szkole sztuk pięknych w Villahermosa w stanie Tabasco (1965–1968). Od 1953 do 1956 roku przebywał ponownie w Europie, gdzie kształcił się w Akademii Muzycznej św. Cecylii w Rzymie, a także uczestniczył w lekcjach dodekafonii u René Leibowitza w Paryżu. W latach 1972–1974 pełnił funkcję attaché kulturalnego w ambasadzie meksykańskiej w Wiedniu.
Początkowo tworzył w stylu neoklasycznym, później zwrócił się w stronę dodekafonii. Należał do pierwszych meksykańskich kompozytorów eksperymentujących z muzyką elektroniczną i muzyką konkretną.

## Wybrane kompozycje
(na podstawie materiałów źródłowych)

### Utwory orkiestrowe
- Symfonia E-dur (1945)
- Koncert na fortepian i orkiestrę kameralną (1945)
- El Nahuah herido (1952)
- Symfonia w jednej części (1962)
- Obertura para orquesta de arcos (1963)
- Symfonia koncertująca na fortepian i orkiestrę (1968)

### Utwory kameralne
- Preludio y fuga na klarnet i fortepian (1937)
- Concierto del abuelo na fortepian i kwartet smyczkowy (1938)
- El retrato de lupe na skrzypce i fortepian (1953)
- Koncert na fortepian, kotły, ksylofon i perkusję (1961)
- 5 utworów na flet i fortepian (1965)
- La ronda junto a la fuente na flet, obój, skrzypce, altówkę i wiolonczelę (1965)
- Paisaje con jacintos na wiolonczelę i fortepian (1966)
- Invention na klarnet i trąbkę (1970)
- Invention na obój, puzon tenorowy i fortepian (1971)

### Utwory fortepianowe
- Allegro romántico (1935)
- Pequeño preludio (1935)
- Danza española I–II (1936)
- Sonata del majo enamorado (1936)
- Retrato de Mariana Sánchez (1952)
- Variaciones sobre de la alegría na 2 fortepiany (1952)
- La fuente armoniosa (1957)

### Utwory wokalno-instrumentalne
- Los niños heroes na chór i orkiestrę (1947)
- Traspié entre dos estrellas na recytatora i 6 instrumentów (1957)
- Homenaje a Juárez na solistów, chór i orkiestrę (1958)
- Simón Bolivar na solistów, chór i orkiestrę (1983)

### Opery
- Misa de seis (1960, wyst. Meksyk 1962)
- La guerra (1980, wyst. Meksyk 1982)

### Balety
- Perifonema (1940)
- El amor de agua (1945)
- Balada der pájaro y las doncellas (1947)
- Balada del venado y la luna (1948)
- Danza fúnebre (1949)
- Recuerdo a zapata (1950)
- La muñeca pastillita (1951)
- La maestra rural (1952)
- Balada de los quetzales (1953)
- Retablo de la Annunciación (1953)
- El ratón pérez (1955)
- El paraíso de los ahogados (1960)
- La Ilorona (1961)
- La portentosa vida de la muerte (1963)
- Pitágoras dijo... (1966)
- Balada de los rios de Tabasco (1990)